# Eleição municipal de Caucaia em 2020
A eleição municipal da cidade de Caucaia em 2020 foi realizada em dois turnos. O primeiro aconteceu no dia 15 de novembro de 2020, e o segundo em 29 de novembro de 2020, com o objetivo de eleger um prefeito, um vice-prefeito e 23 vereadores responsáveis pela administração da cidade. Originalmente, as eleições ocorreriam em 4 de outubro (primeiro turno) e 25 de outubro (segundo turno, caso necessário), porém, com o agravamento da pandemia de COVID-19 no Brasil, as datas foram modificadas.
O atual prefeito era Naumi Amorim, do PSD, que, por estar exercendo seu primeiro mandato, se encontrava apto á concorrer á reeleição. Oito candidatos concorreram a prefeitura de Caucaia. Seriam nove postulantes ao cargo, porém o candidato Zé Gerardo, do MDB, ex-prefeito, teve sua candidatura indeferida e desistiu de concorrer. Como nenhum dos candidatos atingiu maioria absoluta dos votos, um segundo turno foi realizado, entre os dois mais votados (Naumi Amorim e Vitor Valim, do PROS). Com 51,08% dos votos válidos, Vitor Valim foi eleito prefeito de Caucaia, em uma virada histórica contra o candidato a reeleição.

## Contexto político e pandemia
As eleições municipais de 2020 foram marcadas, antes mesmo de iniciada a campanha oficial, pela pandemia de COVID-19 no Brasil, o que fez com que os partidos remodelassem suas estratégias de pré-campanha. O Tribunal Superior Eleitoral (TSE) autorizou os partidos a realizarem as convenções para escolha de candidatos aos escrutínios por meio de plataformas digitais de transmissão, para evitar aglomerações que poderiam proliferar o coronavírus. Alguns partidos recorreram a mídias digitais para lançar suas pré-candidaturas. Além disso, a partir deste pleito, foi colocada em prática a Emenda Constitucional 97/2017, que proíbe a celebração de coligações partidárias para as eleições legislativas, o que poderia gerar um inchaço de candidatos ao legislativo. Conforme reportagem publicada pelo jornal Brasil de Fato em 11 de fevereiro de 2020, o país poderia ultrapassar a marca de 1 milhão de candidatos a prefeito, vice-prefeito e vereador neste escrutínio.

## Candidatos e coligações
Nota: a tabela a seguir está organizada por ordem alfabética de candidatos.
| Prefeito(a)           | Prefeito(a) | Prefeito(a) | Vice-prefeito(a)  | Vice-prefeito(a) | Vice-prefeito(a) | Coligação                                                                                | Nº | Tempo de HPEG (Rádio e Televisão) no 1º Turno |
| Candidato             | Partido     | Partido     | Candidato         | Partido          | Partido          | Coligação                                                                                | Nº | Tempo de HPEG (Rádio e Televisão) no 1º Turno |
| --------------------- | ----------- | ----------- | ----------------- | ---------------- | ---------------- | ---------------------------------------------------------------------------------------- | -- | --------------------------------------------- |
| Elmano de Freitas     |             | PT          | Natécia Campos    |                  | PP               | "Caucaia Com Coragem Pra Mudar" (PT / PP / PSB / Cidadania / PV / REDE)                  | 13 | 2min39seg                                     |
| Emília Pessoa         |             | PSDB        | Silvio Nascimento |                  | PODE             | "Juntos Por uma Caucaia Decente" (PSDB / PODE)                                           | 45 | 1min                                          |
| João Ary              |             | PMN         | Verônica Queiroz  |                  | PMN              | Sem coligação                                                                            | 33 | Sem tempo                                     |
| Naumi Amorim          |             | PSD         | Enéas Goes        |                  | PSL              | "Caucaia Seguindo em Frente" (PSD / PSL / PDT / PTB / DEM / Solidariedade / Avante / DC) | 55 | 3min25seg                                     |
| Paulo Sérgio Cordeiro |             | PCdoB       | Caio dos Índios   |                  | PCdoB            | Sem coligação                                                                            | 65 | 18seg                                         |
| Rodrigo Santaella     |             | PSOL        | Felipe Martins    |                  | PSOL             | Sem coligação                                                                            | 50 | 19seg                                         |
| Sebastião Conrado     |             | PMB         | Lincoln Andrade   |                  | PMB              | Sem coligação                                                                            | 35 | Sem tempo                                     |
| Vitor Valim           |             | PROS        | Deuzinho Filho    |                  | Republicanos     | "100% Caucaia" (PROS / Republicanos / PL / PSC / PTC)                                    | 90 | 1min36seg                                     |

### Indeferido
Os candidatos a prefeito e a vice pelo MDB, Zé Gerardo e Inês Arruda, respectivamente, tiveram o registro de candidatura indeferido pela Justiça Eleitoral, em 16 de outubro. Ambos já foram prefeitos da cidade. Zé foi um dos deputados federais julgados pelo Supremo Tribunal Federal, condenado por desvio de recursos públicos. Já sua esposa, teve contas desaprovadas quando era prefeita. Esse quadro foi suficiente para que tivesse o registro impugnado. Três dias antes da decisão, já haviam desistido da disputa, passando a apoiar formalmente o candidato a reeleição Naumi Amorim.
| Prefeito(a) | Prefeito(a) | Prefeito(a) | Vice-prefeito(a) | Vice-prefeito(a) | Vice-prefeito(a) | Coligação     | Nº | Tempo de HPEG (Rádio e Televisão) no 1º Turno |
| Candidato   | Partido     | Partido     | Candidato        | Partido          | Partido          | Coligação     | Nº | Tempo de HPEG (Rádio e Televisão) no 1º Turno |
| ----------- | ----------- | ----------- | ---------------- | ---------------- | ---------------- | ------------- | -- | --------------------------------------------- |
| Zé Gerardo  |             | MDB         | Inês Arruda      |                  | MDB              | Sem coligação | 15 | 46seg                                         |

## Resultados

### Prefeito

#### Primeito turno
| Candidato(a)                  | Vice                          | Votação | Votação     |
| Candidato(a)                  | Vice                          | Total   | Porcentagem |
| ----------------------------- | ----------------------------- | ------- | ----------- |
| Naumi Amorim (PSD)            | Enéas Goes (PSL)              | 69.262  | 40,93%      |
| Vitor Valim (PROS)            | Deuzinho Filho (Republicanos) | 47.171  | 27,87%      |
| Emília Pessoa (PSDB)          | Silvio Nascimento (PODE)      | 32.492  | 19,20%      |
| Elmano de Freitas (PT)        | Natécia Campos (PP)           | 13.018  | 7,69%       |
| Sebastião Conrado (PMB)       | Leninha Barros (PMB)          | 3.497   | 2,07%       |
| Rodrigo Santaella (PSOL)      | Felipe Martins (PSOL)         | 2.224   | 1,31%       |
| João Ary (PMN)                | Verônica Queiroz (PMN)        | 1.023   | 0,60%       |
| Paulo Sérgio Cordeiro (PCdoB) | Caio dos Índios (PCdoB)       | 542     | 0,32%       |
| Total de votos válidos        | Total de votos válidos        | 169 229 | 89.47%      |
| Votos em branco               | Votos em branco               | 6 461   | 3,42%       |
| Votos nulos                   | Votos nulos                   | 13 458  | 7,12%       |
| Total                         | Total                         | 189 148 | 85,15%      |
| Abstenções                    | Abstenções                    | 32 980  | 14,85%      |

#### Segundo turno
| Candidato(a)           | Vice                          | Votação | Votação     |
| Candidato(a)           | Vice                          | Total   | Porcentagem |
| ---------------------- | ----------------------------- | ------- | ----------- |
| Vitor Valim (PROS)     | Deuzinho Filho (Republicanos) | 83.588  | 51,08%      |
| Naumi Amorim (PSD)     | Enéas Goes (PSL)              | 80.045  | 48,92%      |
| Total de votos válidos | Total de votos válidos        | 163 633 | 90,52%      |
| Votos em branco        | Votos em branco               | 5 278   | 2,92%       |
| Votos nulos            | Votos nulos                   | 11 852  | 6,56%       |
| Total                  | Total                         | 180 763 | 81,38%      |
| Abstenções             | Abstenções                    | 41 365  | 18,62%      |

##### Gráficos
| Partido | Partido | Candidato         | Votos   | Votos (%) |
| ------- | ------- | ----------------- | ------- | --------- |
|         | PSD     | Naumi Amorim      | 69 262  | 40,93%    |
|         | PROS    | Vitor Valim       | 47 171  | 27,87%    |
|         | PSDB    | Emília Pessoa     | 32 492  | 19,2%     |
|         | PT      | Elmano de Freitas | 13 018  | 7,69%     |
|         | PMB     | Sebastião Conrado | 3 497   | 2,07%     |
|         | PSOL    | Rodrigo Santaella | 2 224   | 1,31%     |
|         | PMN     | João Ary          | 1 023   | 0,6%      |
|         | PCdoB   | Paulo Sérgio      | 542     | 0,32%     |
| Totais  | Totais  | Totais            | 169 229 |           |

| Partido | Partido | Candidato    | Votos   | Votos (%) |
| ------- | ------- | ------------ | ------- | --------- |
|         | PROS    | Vitor Valim  | 83 588  | 51,08%    |
|         | PDT     | Naumi Amorim | 80 045  | 48,92%    |
| Totais  | Totais  | Totais       | 163 633 |           |

### Vereadores eleitos
Foram eleitos 23 vereadores para compor a Câmara Municipal de Caucaia.
| Candidato(a)              | Partido       | Votação     | Votação |
| Candidato(a)              | Partido       | Porcentagem | Total   |
| ------------------------- | ------------- | ----------- | ------- |
| Vanderlan Alves           | DEM           | 2,36%       | 4.107   |
| Elzinha Goes              | PSL           | 2,01%       | 3.503   |
| Mersinho                  | PSD           | 1,99%       | 3.463   |
| Germana Sales             | PSD           | 1,98%       | 3.440   |
| J Wellington              | PSD           | 1,68%       | 2.932   |
| Neto do Planalto          | PP            | 1,64%       | 2.849   |
| Ricardo Cordeiro          | PSD           | 1,51%       | 2.637   |
| Lauro Arruda              | PDT           | 1,48%       | 2.572   |
| Fernando do Picuí         | Solidariedade | 1,43%       | 2.486   |
| Leo do Zé Almir           | Solidariedade | 1,39%       | 2.418   |
| Weibe Tapeba              | PT            | 1,32%       | 2.292   |
| Dr Tanilo                 | PDT           | 1,31%       | 2.283   |
| Gilberto da São Francisco | PSL           | 1,18%       | 2.048   |
| Ratinho Cabral Filho      | PROS          | 1,10%       | 1.910   |
| Carlos Henrique           | DEM           | 1,08%       | 1.881   |
| Camila Cavalcante         | DEM           | 1,05%       | 1.828   |
| Dalila do Garrote         | PSL           | 1,01%       | 1.765   |
| Dimas Matias              | Avante        | 0,85%       | 1.483   |
| Dr. Carlinhos             | DC            | 0,85%       | 1.482   |
| Marcelo Pinto             | PV            | 0,83%       | 1.442   |
| Citoin da Sucata          | DEM           | 0,71%       | 1.223   |
| Lorão Macedo              | REDE          | 0,58%       | 1.017   |
| Savio Nascimento          | PSDB          | 0,55%       | 964     |